# Pretty Baby
Pretty Baby är en amerikanskproducerad dramafilm från 1978 av den franske regissören Louis Malle med Keith Carradine, Brooke Shields och Susan Sarandon i de ledande rollerna. Fotografi stod Sven Nykvist för.
Filmens titel kommer från ragtimelåten Pretty Baby av New Orleans-musikern Tony Jackson.

## Handling
Filmens handling utspelar sig 1917 i Storyville, New Orleans och följer den 12-åriga prostituerade flickan Violet (Brooke Shields) och hennes mor Hattie (Susan Sarandon) på en av stadsdelens bordeller, samt en fotograf vid namn E. J. Bellocq (Keith Carradine) som kommit för att ta bilder av platsen.

## Mottagande
På grund av filmens kontroversiella ämne så erhöll den R-klassificering ("restricted", under 17 år kräver vuxet sällskap) i USA, X-klassificering (samma som dagens 18-årsgräns) i Storbritannien samt R 18+ (18-årsgräns) i Australien. I de kanadensiska provinserna Saskatchewan och Ontario förbjöds filmen helt fram till och med 1995. I Argentina under Jorge Videlas styre var filmen (tillsammans med en annan film från Paramount Pictures, 1977 års Var finns Mr. Goodbar?) förbjuden på grund av sitt "pornografiska" innehåll. I fem år var filmen också förbjuden under apartheidregimen i Sydafrika.

## Rollista
| Keith Carradine | – Ernest J. Bellocq |
| Brooke Shields  | – Violet            |
| Susan Sarandon  | – Hattie            |
| Frances Faye    | – Nell              |
| Antonio Fargas  | – Professor         |